# Kamal Al-Athari
Kamal Ibrahim Al-Athari (ar. كمال ابراهيم الأثري; ur. 18 lipca 1959) – kuwejcki judoka. Olimpijczyk z Montrealu 1976, gdzie zajął osiemnaste miejsce w wadze lekkiej.

## Letnie Igrzyska Olimpijskie 1976
| Konkurencja | Eliminacje          | Klas. końcowa |
| Konkurencja | Przeciwnik I        | Miejsce       |
| ----------- | ------------------- | ------------- |
| 63 kg       | Brad Farrow (CAN) P | 18.           |